# Witi
Witiness Chimoio João Quembo (sinh ngày 26 tháng 8 năm 1996), hay Witi, là một cầu thủ bóng đá người Mozambique thi đấu cho câu lạc bộ Bồ Đào Nha C.D. Nacional ở vị trí tiền vệ chạy cánh.

## Sự nghiệp câu lạc bộ
Sinh ra ở Beira, Witi khởi đầu sự nghiệp cùng với Sporting Club da Beira. Vào mùa hè 2014, anh chuyển đến Bồ Đào Nha, gia nhập đội trẻ C.D. Nacional.
Vào ngày 11 tháng 1 năm 2015, Witi ra mắt cho Nacional trong chiến thắng trên sân nhà trước Boavista F.C., tại Giải bóng đá vô địch quốc gia Bồ Đào Nha. Chỉ 3 ngày sau, anh ghi bàn thắng đầu tiên trong trận đấu tại Cúp Liên đoàn bóng đá Bồ Đào Nha trước Moreirense F.C.. Sau đó, Witi kí hợp đồng cùng với S.L. Benfica đến hết mùa giải.
Vào tháng 6 năm 2015, Witi trở lại Nacional.

## Sự nghiệp quốc tế
Witi có màn ra mắt cho Mozambique năm 2015, và đại diện cho đội tuyển quốc gia tại Cúp COSAFA 2015.

### Bàn thắng quốc tế
Bàn thắng và kết quả của Mozambique được để trước.
| #  | Ngày                 | Địa điểm                                                  | Đối thủ    | Bàn thắng | Kết quả | Giải đấu           |
| -- | -------------------- | --------------------------------------------------------- | ---------- | --------- | ------- | ------------------ |
| 1. | 26 tháng 5 năm 2019  | Sân vận động Quốc vương Zwelithini, Umlazi, Nam Phi       | Namibia    | 1–1       | 1–2     | COSAFA Cup 2019    |
| 2. | 18 tháng 11 năm 2019 | Sân vận động quốc gia Cabo Verde, Praia, Cabo Verde       | Cabo Verde | 2–2       | 2–2     | Vòng loại CAN 2021 |
| 3. | 9 tháng 9 năm 2023   | Sân vận động Zimpeto, Maputo, Mozambique                  | Bénin      | 1–1       | 3–2     | Vòng loại CAN 2023 |
| 4. | 14 tháng 1 năm 2024  | Sân vận động Felix Houphouet Boigny, Abidjan, Bờ Biển Ngà | Ai Cập     | 1–1       | 2–2     | CAN 2023           |